# Break d'instruction

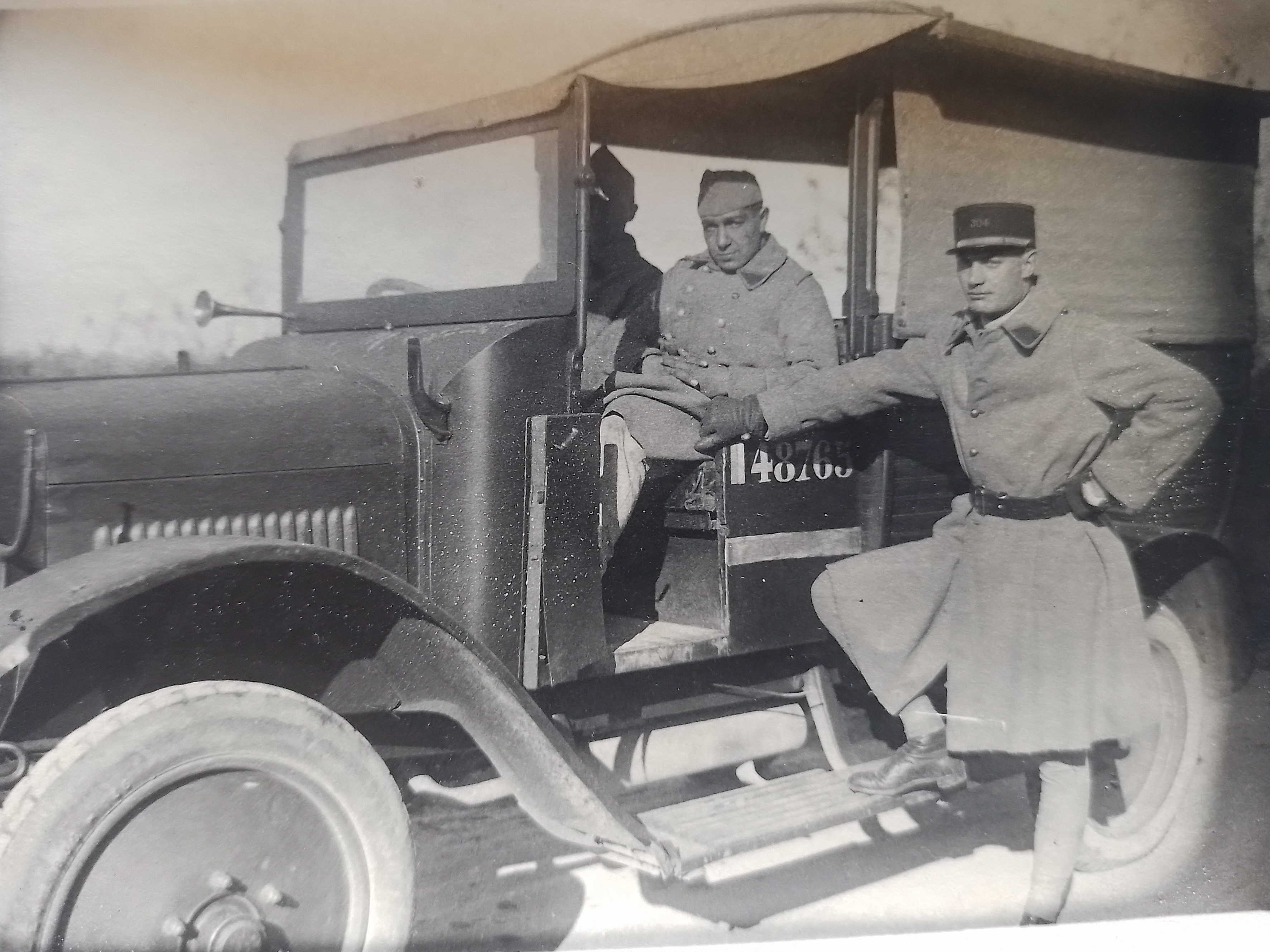
Break d'instruction Berliet VFD au d'artillerie en 1925.

Un break d'instruction est une classe d'automobile en service dans l'Armée française des années 1920 aux années 1940. Destinés à l'apprentissage de la conduite au sein des corps de troupe, les breaks d'instruction se caractérisent par des commandes dédoublées pour l'instructeur et par la présence à l'arrière de deux banquettes en bois pour accueillir des élèves conducteurs en observation.

## Commandes
Le modèle retenu est le Berliet VFD, acheté à près d'un millier d'exemplaires au début des années 1920. Ce type est le principal en service dans les années 20 à 30. D'autres modèles sont commandés, notamment : 30 Citroën type 29 (de) en 1934, 67 Renault ADK1 en 1937, une quarantaine de Latil M1B vers 1937-1938 ou encore 108 Renault AGC2 en 1939.